# Dani Carvajal
Daniel „Dani“ Carvajal Ramos (* 11. Januar 1992 in Leganés) ist ein spanischer Fußballspieler. Er spielt als rechter Außenverteidiger und steht bei Real Madrid unter Vertrag.  Mit Real gewann er sechs Mal die UEFA Champions League und vier Mal die spanische Meisterschaft.

## Karriere

### Vereinskarriere

#### Jugend und Real Madrid
Dani Carvajal begann seine Laufbahn bei dem kleinen Verein ADCR Leman’s in seiner Geburtsstadt Leganés. Im Alter von zehn Jahren gelangte er in die Jugendabteilung von Real Madrid, bei der er diverse Nachwuchsteams von der U-12 (Alevín B) bis zur A-Jugend (Juvenil A) durchlief. Mit letzteren gewann er in der Saison 2009/10 durch ein 3:1 im Endspiel gegen den FC Valencia die Spanische U-19-Meisterschaft. Zur Saison 2010/11 ging Carvajal in den Kader der Zweitmannschaft Real Madrid Castilla über, in der er sich umgehend einen Stammplatz auf der rechten Außenbahn sicherte. In seiner ersten Spielzeit erreichte er mit seinem Team die Play-offs um den Aufstieg in die Segunda División, scheiterte dort jedoch an CD Alcoyano. Die Saison 2011/12 verlief erfolgreicher für Carvajal. Mit seinem Team gewann er die Gruppenphase der Segunda B mit 14 Punkten Vorsprung auf den zweitplatzierten CD Teneriffa. Im Play-off um den Aufstieg in die Segunda División setzte sich seine Mannschaft gegen den FC Cádiz nach Hin- und Rückspiel mit 8:1 durch und auch das abschließende Finale um den Meistertitel der Segunda División B gewann Real Madrid Castilla gegen CD Mirandés. Dani Carvajal selbst war in dieser Saison der beste Vorlagengeber und der Spieler mit der meisten Einsatzzeit seiner Mannschaft.

#### Wechsel zu Bayer Leverkusen
Zur Saison 2012/13 wechselte Carvajal in die Bundesliga und unterschrieb einen Fünfjahresvertrag bei Bayer 04 Leverkusen. Real Madrid sicherte sich bis 2015 eine Rückkaufoption. Am 1. September 2012 gab er beim 2:0-Heimsieg gegen den SC Freiburg sein Bundesligadebüt für Leverkusen und wurde in die Kicker-„Elf des Tages“ gewählt. Sein erstes Tor für die Werkself erzielte Carvajal am 25. November 2012 beim 2:1-Auswärtssieg gegen die TSG 1899 Hoffenheim. Carvajal überzeugte in Leverkusen auf Anhieb. Er bestritt 32 Einsätze in der Liga und je zwei im DFB-Pokal sowie der Europa League und steuerte neben einem Treffer auch acht Torvorlagen bei. Die Zeitung Bild wählte Carvajal nach Abschluss der Spielzeit in die Bundesliga-Elf der Saison.

#### Rückkehr zu Real Madrid
Nach den starken Leistungen für Leverkusen zog Real Madrid die vereinbarte Rückkaufoption und Carvajal kehrte zum spanischen Rekordmeister zurück. Er unterschrieb einen Vertrag über sechs Spielzeiten bis zum 30. Juni 2019. In der Saison 2013/14 gewann Carvajal mit seiner Mannschaft die Copa del Rey und die UEFA Champions League, sowie in der Saison 2014/15 den UEFA Super Cup und die FIFA-Klub-Weltmeisterschaft. Dabei setzte er sich auf der Position des Rechtsverteidigers gegen Álvaro Arbeloa durch und stand bei allen Finalspielen in der Startformation. Vor der Saison 2015/16 verlängerte Carvajal seinen Vertrag um ein Jahr bis Juni 2020. In der Folge konnten auch die Verpflichtung des Rechtsverteidigers Danilo und mehrmonatige Verletzungspausen nichts an seinem Status als Stammspieler ändern. Unter Trainer Zinédine Zidane gewann er mit Real Madrid zwischen 2016 und 2018 insgesamt neun Titel, darunter drei weitere Male die Champions League und eine Meisterschaft. In den Champions-League-Endspielen 2016 und 2018 musste er dabei verletzt ausgewechselt werden. Im September 2017 wurde sein Vertrag vorzeitig bis Ende Juni 2022 und im Juli 2021 nochmals bis Ende Juni 2025 verlängert. 2022 gewann er zum dritten Mal die spanische Meisterschaft und zum fünften Mal die Champions League. 2024 gewann er seine vierte Meisterschaft und seine sechste Champions League. Im Finale der Champions League traf er gegen Borussia Dortmund per Kopfball zum zwischenzeitlichen 1:0, das Spiel endete mit 2:0. Durch diesen Erfolg ist er gemeinsam mit Francisco Gento, Nacho, Luka Modrić und Toni Kroos Rekordsieger der Champions League.

### Nationalmannschaft

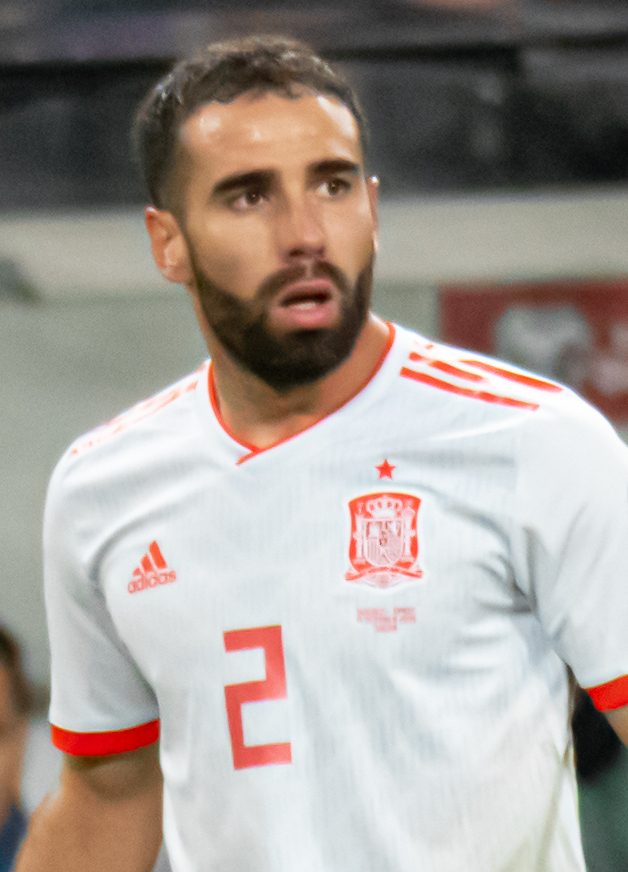
Carvajal mit Spanien (2019)

Dani Carvajal debütierte am 21. August 2010 in einem Länderspiel gegen Japan in der spanischen U19-Nationalmannschaft und gewann mit dieser die U19-Europameisterschaft 2011. Von 2012 bis 2014 stand er im Kader der U21-Nationalmannschaft und wurde mit dieser U21-Europameister 2013.
Am 4. September 2014 kam in einem Freundschaftsspiel gegen Frankreich erstmals in der A-Nationalmannschaft zum Einsatz und stand dabei in der Startformation. 2016 wurde Carvajal in den vorläufigen Kader für die Europameisterschaft aufgenommen, konnte allerdings wegen einer Verletzung nicht am Turnier teilnehmen.

## Titel

### Nationalmannschaft
- Europameister: 2024
- UEFA-Nations-League-Sieger: 2023
- U21-Europameister: 2013
- U19-Europameister: 2011

### Vereine
International
- Champions-League-Sieger (6): 2014, 2016, 2017, 2018, 2022, 2024
- Klub-Weltmeister (5): 2014, 2016, 2017, 2018, 2022
- UEFA-Super-Cup-Sieger (5): 2014, 2016, 2017, 2022, 2024

Spanien
- Meister (4): 2017, 2020, 2022, 2024
- Pokalsieger (2): 2014, 2023
- Supercupsieger (4): 2017, 2020, 2022, 2024
- A-Junioren-Meister: 2010

## Sonstiges
Dani Carvajal studiert Sportwissenschaften an einer Privat-Universität in Madrid. Er wird häufig als „Kämpfer“ bezeichnet und gilt als technisch stark, schnell und sehr professionell.
Carvajal, der in seinem Umfeld auch „Dani“ oder „Carva“ genannt wird, ist seit 24. Juni 2022 mit Daphne Cañizares, der Zwillingsschwester von Joselus Ehefrau verheiratet.